# Przystanki
Przystanki – wieś w Polsce położona w województwie wielkopolskim, w powiecie szamotulskim, w gminie Pniewy.
Wieś w sołectwie Lubosina, położona 17 km na południowy zachód od Szamotuł, na południowo-wschodnim brzegu jeziora Lubosińskiego.
Pierwsza wzmianka o wsi pochodzi z 1390 r. Stanowiła ona własność szlachecką. Wieś szlachecka Przistanki położona była w 1580 roku w powiecie poznańskim województwa poznańskiego. Pod koniec XVIII w. właścicielami Przystanek byli Kowalscy, później Kamieńscy, następnie wieś przeszła w ręce niemieckiej rodziny de Rège, która ze swych majątków w Lubosinie i Przystankach utworzyła fundację rodzinną. W 1926 r. Przystanki stanowiły własność niemieckiej fundacji rodziny de Rège - majątek liczył 563 ha.
W 1851 przebywali w Przystankach w domu Kamieńskich - Teofil Lenartowicz - poeta i rzeźbiarz oraz Ewaryst Estkowski - pedagog i działacz oświatowy.
Dwór klasycystyczny z około 1860 r., parterowy, z obszerną wystawką pierwszego piętra na osi, z rozległym trójarkadowym gankiem. Został on rozbudowany pod koniec XIX w.; nawiązuje stylem do renesansowych willi włoskich. Przebudowywany kilkakrotnie w późniejszych latach. W drugiej poł. XX w. stanowił siedzibę szkoły podstawowej - obecnie już nieistniejącej.

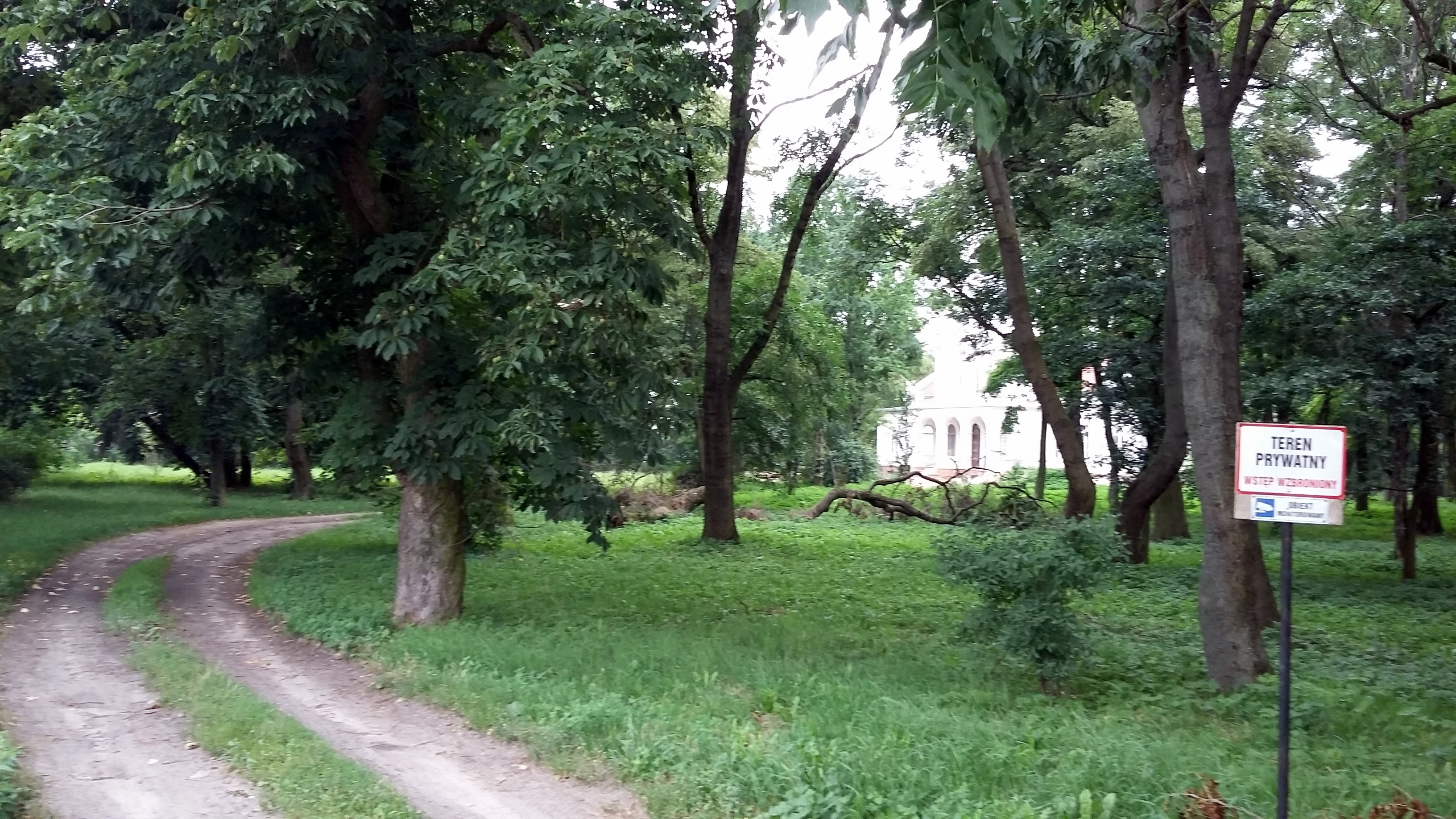
Dwór klasycystyczny

Nad brzegiem jeziora rozciąga się park o pow. 4 ha, założony w połowie XIX w., z okazałym dębem o obw. 500 cm.
W latach 1975–1998 miejscowość administracyjnie należała do województwa poznańskiego.

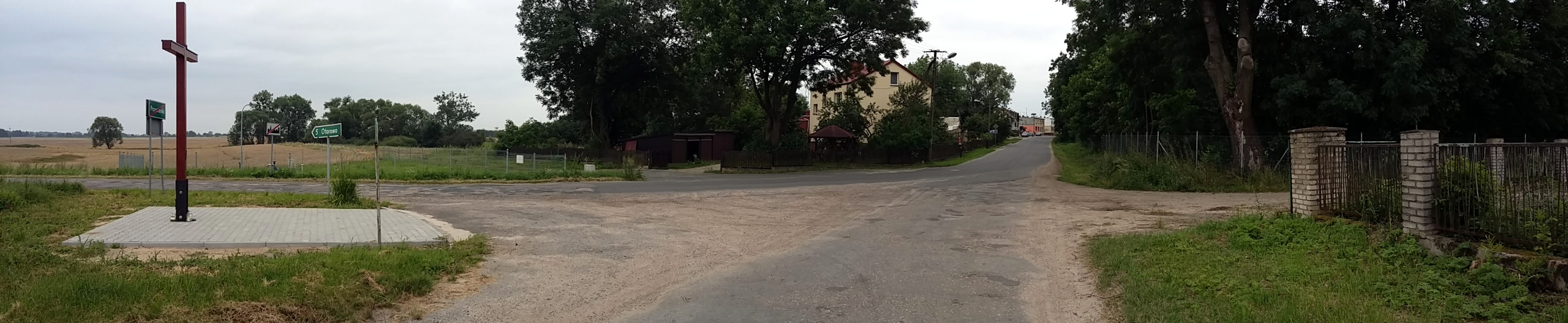
Panorama wsi